# Urządzanie lasu
Urządzanie lasu – nauka zajmująca się organizacją przebiegu produkcji w gospodarstwie leśnym oraz opracowaniem takich jej form, które zapewniają stały wzrost produktywności i użyteczności społecznej lasów. Urządzanie lasu opiera się na przyrodniczych i ekonomicznych właściwościach produkcji leśnej- łącząc osiągnięcia i wiedzę hodowli lasu, ochrony i użytkowania lasu, geodezji leśnej i łowiectwa, służy doskonaleniu techniki organizowania produkcji w okresach zazwyczaj dziesięcioletnich i ujmuje ją syntetycznie dla każdego nadleśnictwa raz na dziesięć lat w projekcie wszystkich czynności gospodarczych, zwanych planem urządzenia lasu (PUL).
Do głównych celów i zadań urządzania lasu należą:

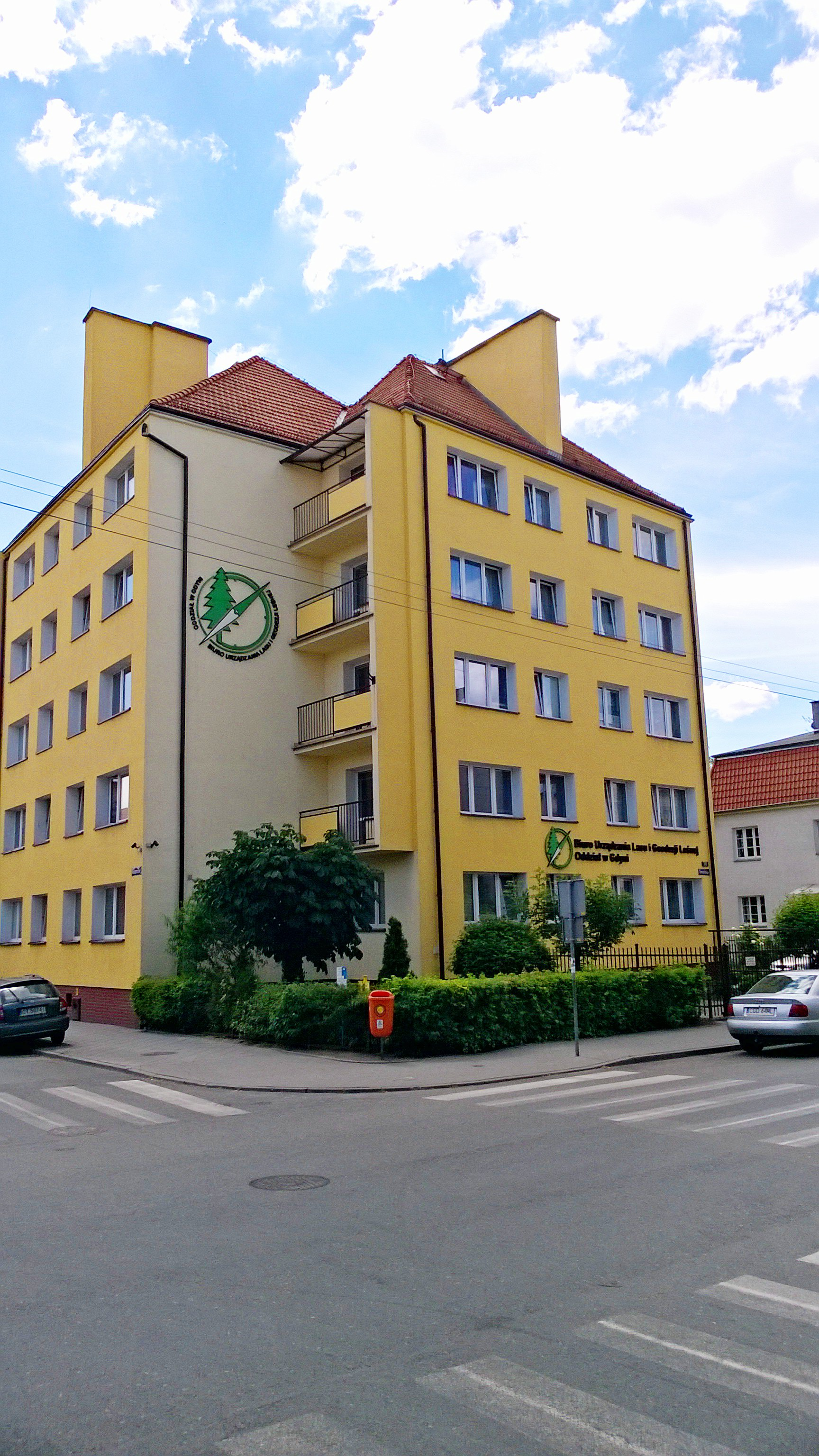
Wydział produkcyjny Biura Urządzeń Lasu i Geodezji Leśnej w Toruniu

- inwentaryzacja i ocena stanu lasu, w tym gleb, siedlisk i drzewostanów oraz określenie i kształtowanie naturalnych relacji między nimi,
- rozpoznanie walorów przyrodniczych w lasach oraz opracowanie programu ochrony przyrody dla nadleśnictwa,
- rozpoznanie funkcji lasu w powiązaniu z zagospodarowaniem przestrzennym,
- dokonanie podziału lasów – według pełnionych funkcji i przyjętych celów gospodarowania – na gospodarstwa (w tym: specjalne, lasów ochronnych oraz lasów wielofunkcyjnych z dominującą funkcją produkcyjną – zwanych często lasami gospodarczymi), z wyróżnieniem drzewostanów do przebudowy, dla potrzeb regulacji użytkowania głównego, optymalizacji etatów użytkowania rębnego i przedrębnego oraz realizacji długookresowych i średniookresowych celów hodowlanych,
- określenie długo- i średniookresowych hodowlanych i technicznych celów gospodarki leśnej dla urządzanego obiektu, umożliwiających formułowanie celów doraźnych w poszczególnych drzewostanach,
- projektowanie pożądanej struktury gatunkowej, wiekowej i przestrzennej lasu oraz budowy piętrowej drzewostanów,
- kształtowanie wielkości i struktury zapasu produkcyjnego w urządzanej jednostce, w ramach gospodarstw, obrębów leśnych i w całym nadleśnictwie,
- ustalenie etatów cięć użytkowania rębnego i przedrębnego,
- ustalenie możliwości lokalizacji etatu cięć użytkowania rębnego w wielkości przyjętej za optymalną,
- ustalenie zadań gospodarczych na 10-lecie i określenie sposobów ich realizacji,
- ustalenie stref uszkodzenia lasu oraz stopni uszkodzenia drzewostanów,
- określenie kierunkowych zadań z zakresu ochrony lasu, w tym ochrony przeciwpożarowej,
- ustalenie kierunkowych zadań z zakresu gospodarki łowieckiej w lasach,
- określenie potrzeb w zakresie remontów i budowy infrastruktury technicznej, w tym dotyczących turystyki i rekreacji,
- zobrazowanie przestrzenne (wizualizacja) urządzanego obiektu, funkcji lasu, wyników inwentaryzacji oraz zadań gospodarki leśnej,
- sporządzenie ogólnego opisu lasów, w tym danych dotyczących: warunków przyrodniczych i ekonomicznych, analizy gospodarki leśnej w minionym okresie, celów i zasad gospodarki przyszłej, projektowanych sposobów realizacji gospodarki leśnej, zadań na najbliższe dziesięciolecie oraz programu ochrony przyrody dla nadleśnictwa.

W Polsce urządzaniem lasu zajmuje się państwowe przedsiębiorstwo – Biuro Urządzania Lasu i Geodezji Leśnej (BULiGL), z siedzibą w Sękocinie Starym, wraz z 12 oddziałami terenowymi (Białystok, Brzeg, Gdynia, Gorzów Wielkopolski, Kraków, Lublin, Olsztyn, Poznań, Przemyśl, Radom, Szczecinek, Warszawa) oraz przedsiębiorstwa prywatne.